# Будинок полкової канцелярії (Чернігів)
Буди́нок Черні́гівської полково́ї канцеля́рії (Будинок Мазепи) — пам'ятка цивільної архітектури XVII ст. Споруджено в 1690-х рр. на території Чернігівського Дитинця недалеко від замкового рову. Первісно належав чернігівському полковнику Я. Лизогубу, а після смерті останнього (1698 р.) — гетьманові І. Мазепі. У XVIII ст. тут містилася полкова канцелярія Чернігівського козацького полку, а з кінця XVIII ст. до початку XX ст. — архів.
Будинок первісно був мурованим двоповерховим. Зазнав пошкоджень під час пожеж 1718 і 1750 рр. У другій половині XVIII ст. до північного фасаду прибудовано тамбур з фігурним фронтоном та влаштовано ще один невеликий тамбур — вхід у підвал знадвору. В одному зі склепінь було прорубано люк для виходу на горище. Первісно ходи в підвал і на другий поверх містилися в товщі внутрішньої поперечної стіни. У XIX ст. в будинку було розібрано печі, пробито нові вікна на східному й західному фасадах, покриття даху черепицею замінено бляшаним. Реставровано в 1954 та 1969 рр.
Будинок одноповерховий, шестикамерний типу “хати на дві половини”, на такому ж підвалі. Двокамерні (парадні та “чорні”) сіни ділять будинок на дві половини — західну чоловічу й східну — жіночу, у кожній з яких по дві кімнати. Зараз будівля має двосхилий дах із монументальними трикутними фронтонами на причілках. Первісна форма даху та фронтонів нез’ясована. Розміри будинку в плані 21 × 16 м. Усі приміщення перекрито системою циліндричних склепінь із розпалубками (у двох західних кімнатах склепіння втрачені).
Оздоблення фасадів збагачується й ускладнюється від східного фасаду до західного та південного. Всі форми декору — лопатки, пілястри, півколонки, карнизи з розкріповками, кронштейни, наличники й пластичні розірвані сандрики набрано з лекальної цегли. На рогах будинку — масивні пілястри. Стіни вінчає багатообломний розкріпований карниз. Мальовнича пластика фасадів розрахована на активну світлотінь. В архітектурному образі споруди, в її розпланувально-просторовій композиції, структурі фасадів та формах декору органічно синтезовано найприкметніші риси тогочасного українського і московського зодчества.
Будівлю муровано з цегли на вапняному розчині, стіни зовні й в інтер’єрі потиньковано і побілено. Дах щипцевий, по дерев’яних кроквах, укритий покрівельною сталлю.
Будинок полкової канцелярії є найімпозантнішою цивільною будівлею Лівобережної України XVII ст. Зараз входить до складу Національного архітектурно-історичного заповідника «Чернігів стародавній». Пам’ятка архітектури національного значення з охоронним № 814.

## Галерея

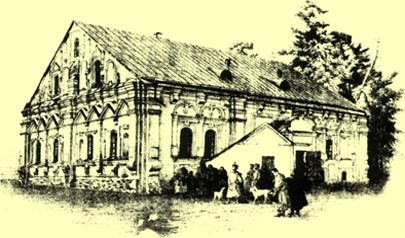
Малюнок Опанаса Сластіона
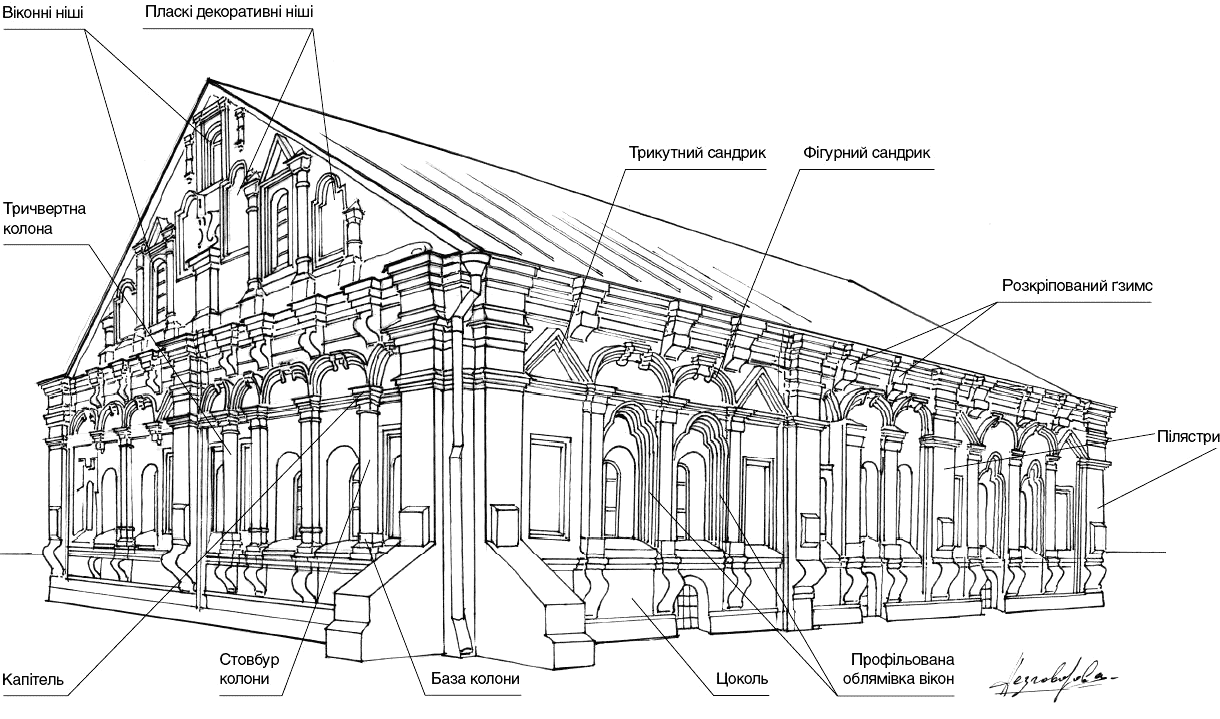
Схема будинку Чернігівської полкової канцелярії
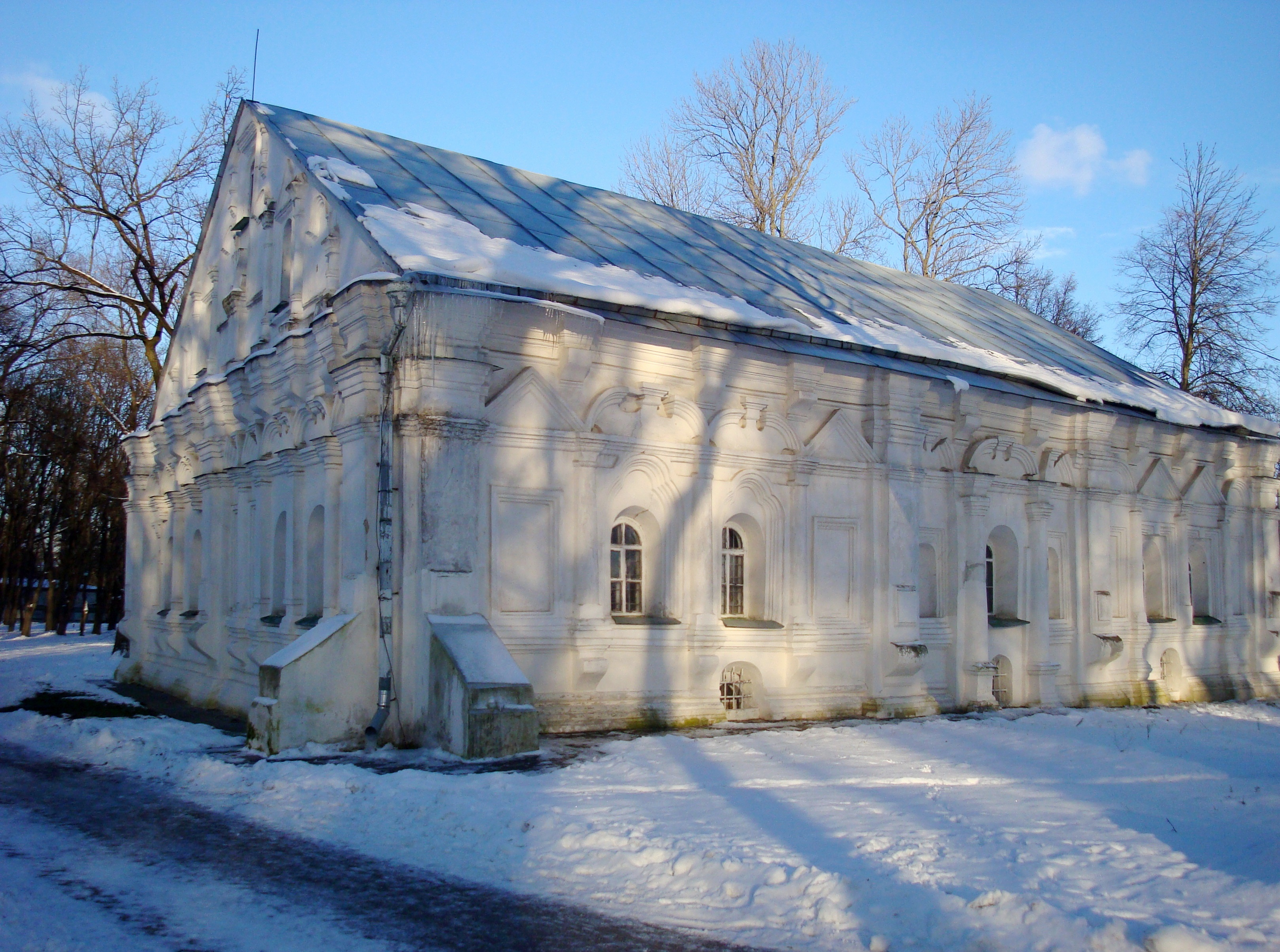
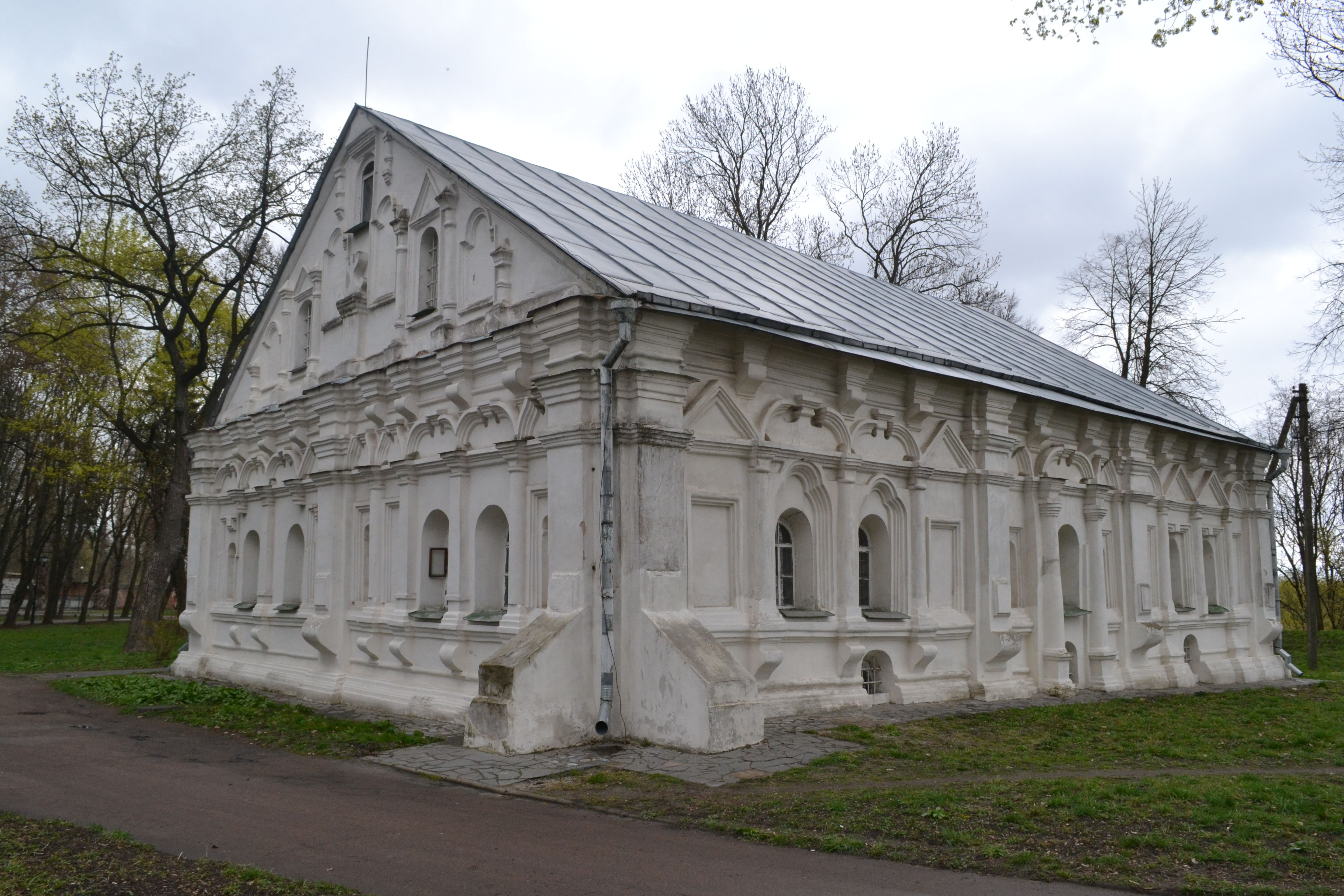
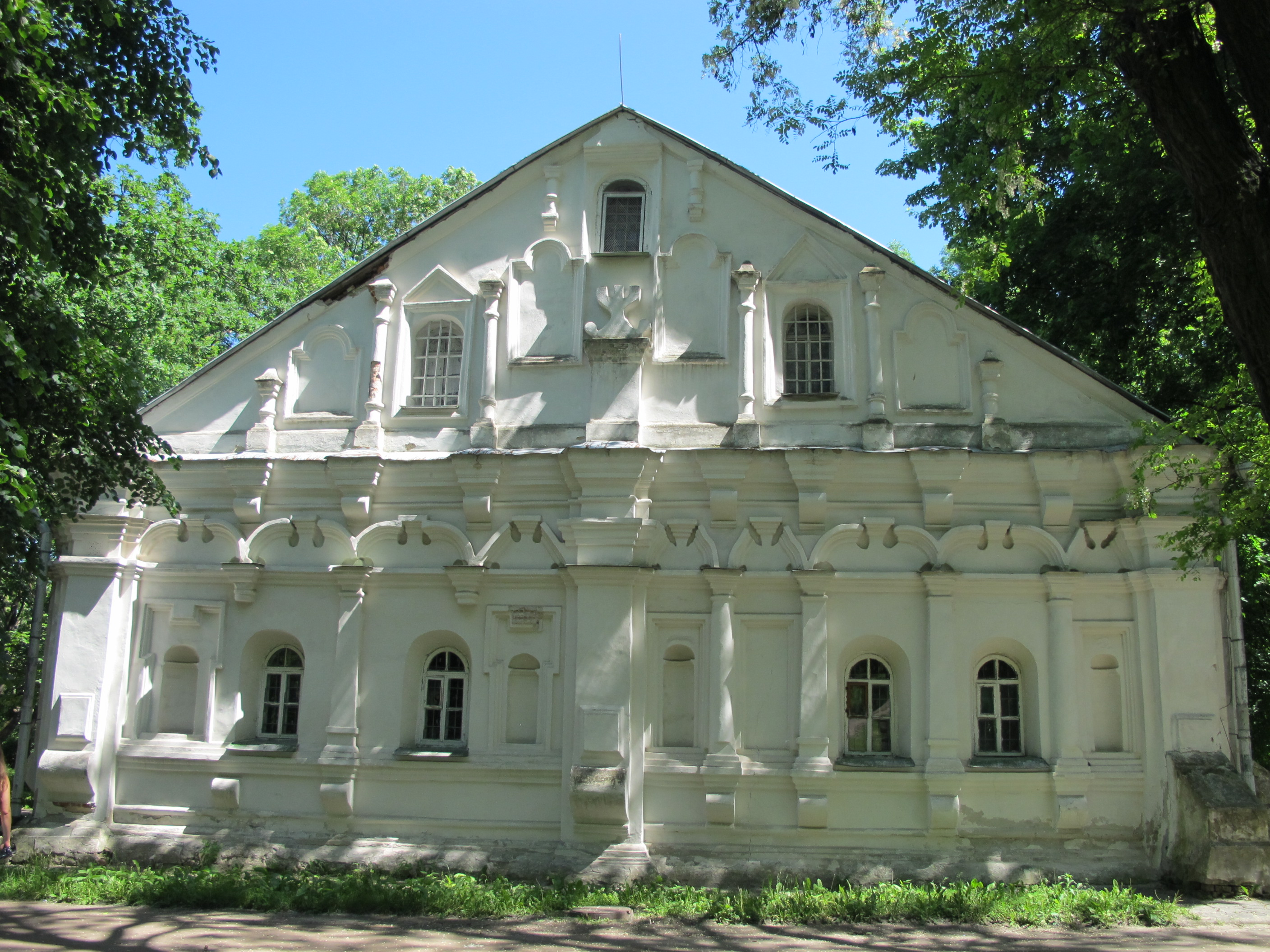
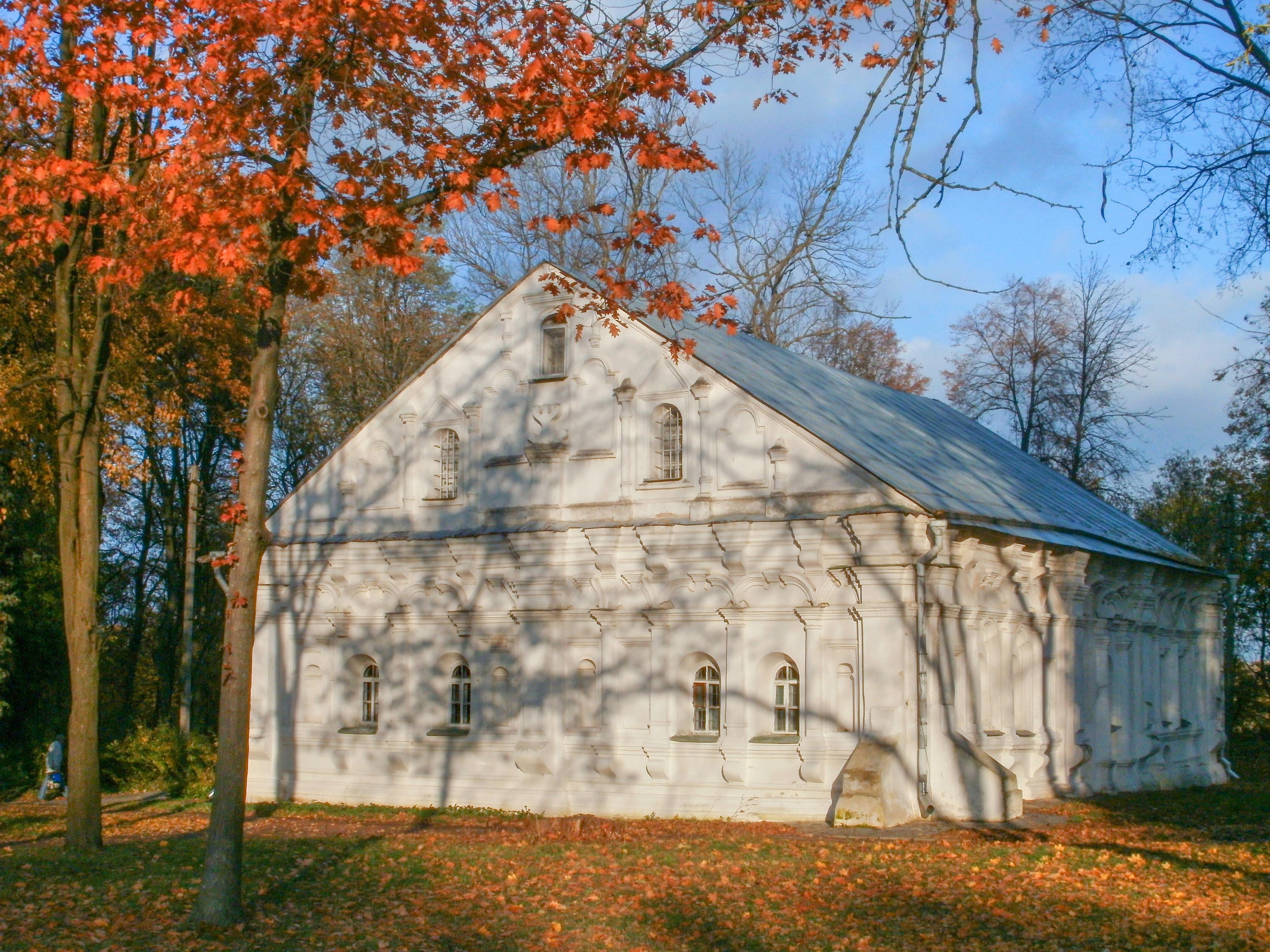
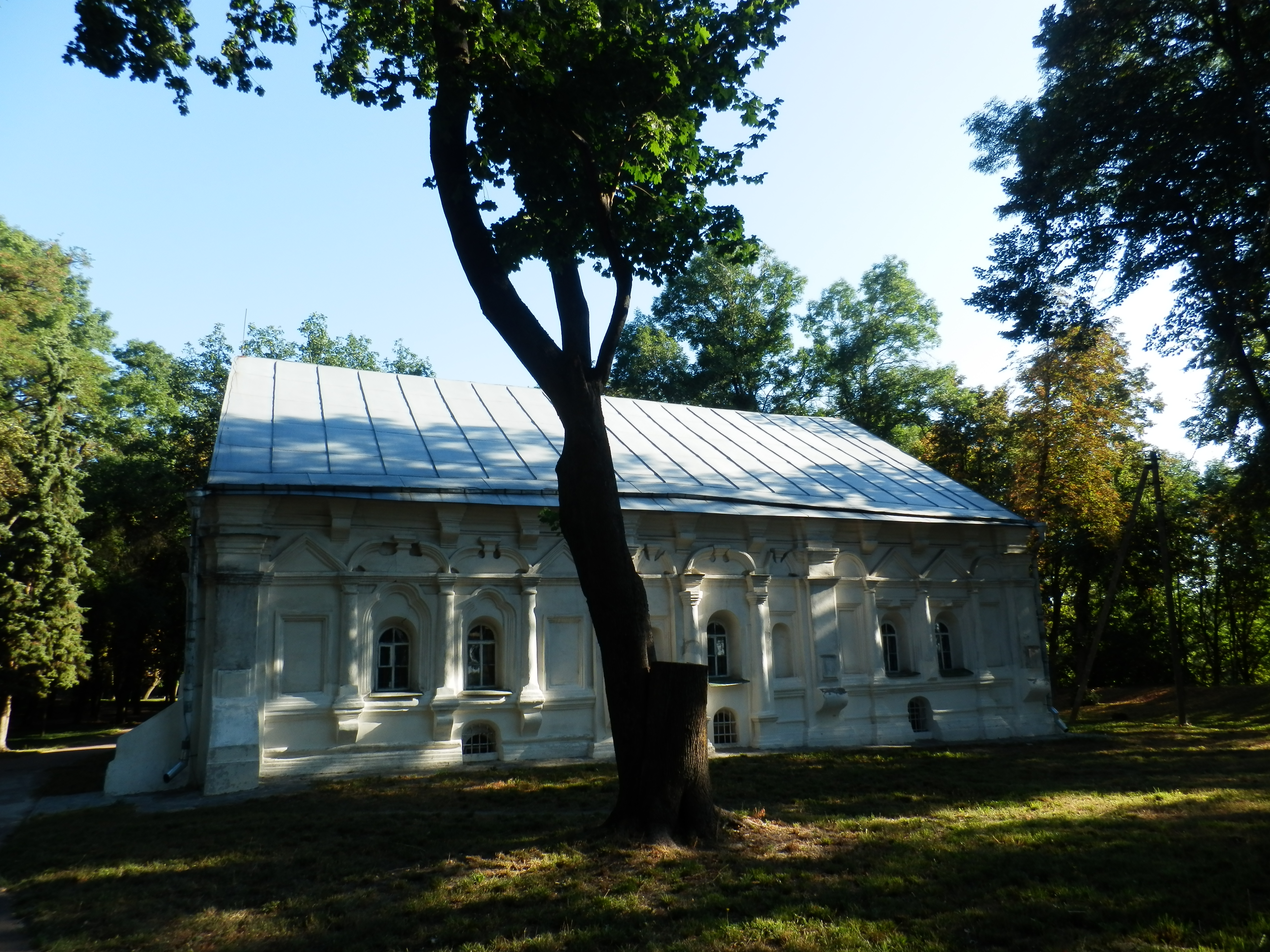
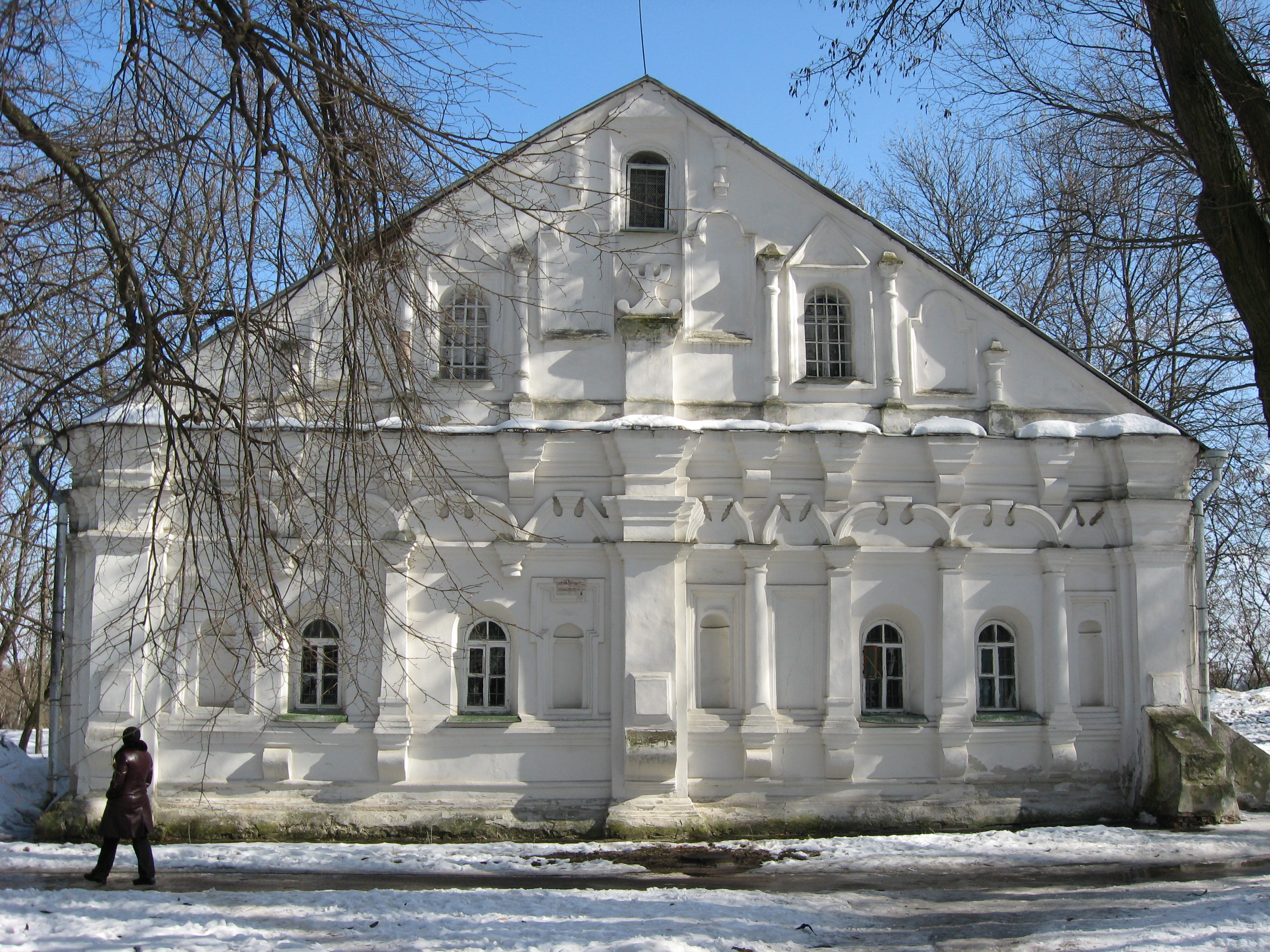
2011
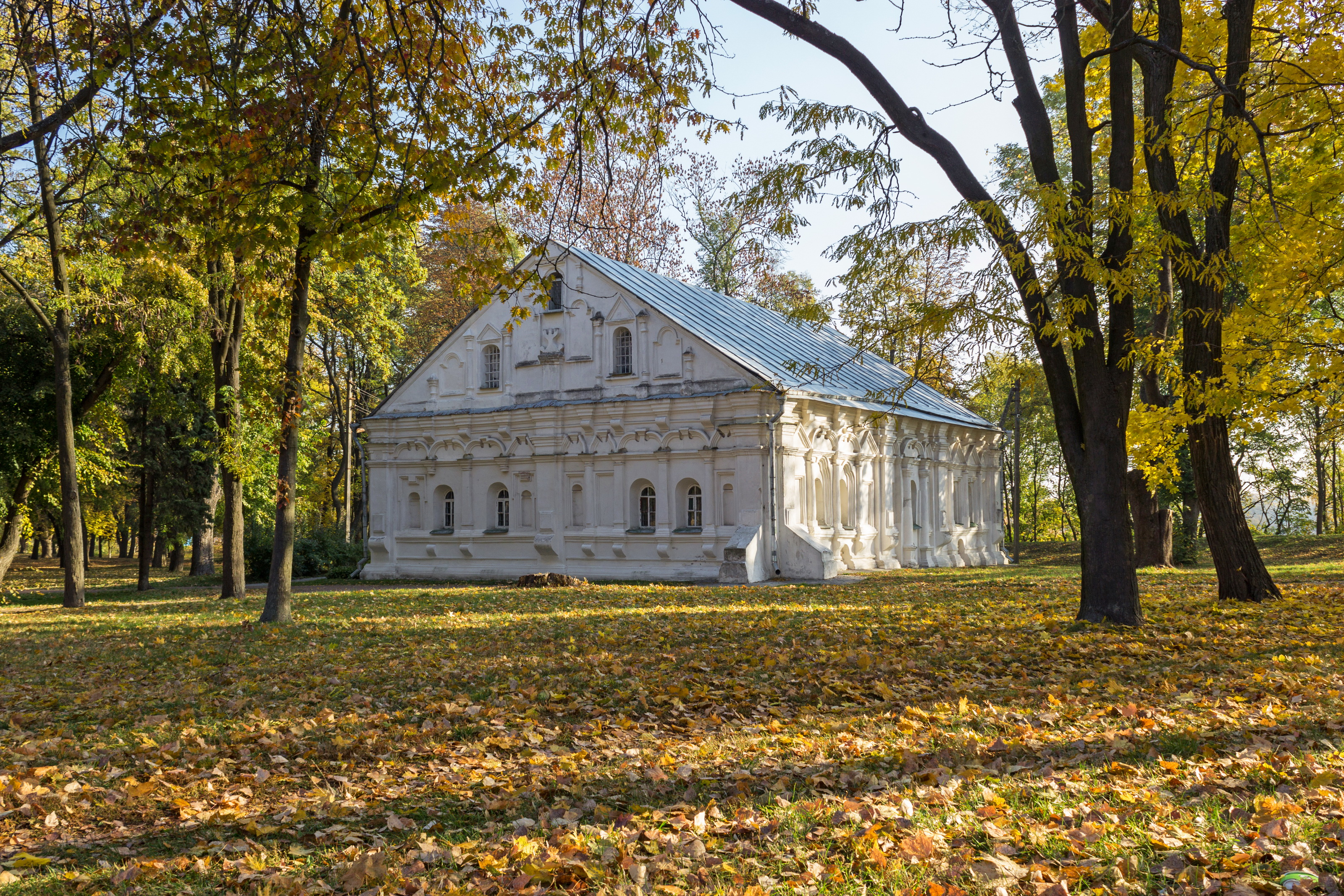
2014